# Наскапи
Наскапи (англ. Naskapi, фр. Nascopie) — меньшая из двух основных субэтнических групп индейского племени инну, населяющая полуостров Лабрадор. В отличие от более южных монтанье, малочисленные наскапи населяли более северные регионы тайги, лесотундры и тундры, где долгое время вели кочевой образ жизни (до 1980-х годов). Диалект наскапи также значительно отличается от диалекта монтанье. В отличие от монтанье, которые достаточно рано (в XVII веке) установили тесные культурно-языковые контакты с французскими колонистами, приняли католичество и стали пользоваться французским языком, наскапи обнаружила британская компания Гудзонова залива гораздо позже — в начале 1830-х годов. Поэтому наскапи в основном англикане и чаще пользуются английским языком как вторым.

## Миграции
Отношения между наскапи и компанией складывались непросто, в основном из-за сугубо корыстных интересов британских торговцев, которым наскапи добывали пушнину. Так, за последние два века, по просьбе компании, племя совершило 5 крупных миграций, в ходе которых они оказывались в бедственном положении. В 1956 году племя пешком прошло 640-км расстояние из Кууджуака до Шеффервилла, в окрестностях которого оно в основном и осело. Далее, по инициативе старейшин, последовали добровольные близкие перемещения в поселения в резервации Матимекош (1969—1972) и Кававачикамач (1978—1980). Таким образом, в окрестностях Шеффервилла, Кот-Нор, Квебек, монтанье и наскапи теперь проживают недалеко друг от друга вместе с франко- (43 %) и англоканадцами (17 %). По оценке на 2003 год, в Канаде проживало 3000 наскапи, большая часть — в современном регионе Кот-Нор в северо-восточном Квебеке, несколько семей также на территории соседней англоязычной провинции Ньюфаундленд и Лабрадор.